# Harmath Albert
Harmath Albert (Budapest, 1949. február 24. –) magyar színművész, énekes.

## Pályafutása
1974-1979 között a Színház- és Filmművészeti Főiskola hallgatója volt. 1977-1981 között a Miskolci Nemzeti Színház, 1981-1984 között a Pécsi Nemzeti Színház, 1984-1988 között a Budapesti Operettszínház tagja volt. 1980-ban a Rock Színház alapító tagja volt. 
1988-tól szabadúszó. A 90-es években gyakran fellépett Németországban, Ausztriában, Hollandiában, Dániában és Kanadában a Torontói Magyar Színházban , 1995 és 2008 között német nyelven játszott a Szekszárdi Német Színházban.

## Zenei pályafutása
1965 körül alapította testvérével első zenekarát, a Febris együttest. Később alapító tagja a Sakk-Matt elnevezésű rockzenét játszó csapatnak. 1969-ben alapító tagja volt a Kárpátia zenekarnak. 1974-ben felvételt nyert a színművészeti főiskolára, ezért kilépett a zenekarból.

## Fontosabb színházi szerepei
- Andrew Lloyd Webber–Tim Rice: Evita... Peron
- Johann Strauss: A denevér... Eisenstein
- Johann Strauss: Bécsi vér... Gróf
- Johann Wolfgang von Goethe: Ur-Faust... Faust
- Giuseppe Verdi: Álarcosbál... Silvano, matróz
- Giuseppe Verdi: Rigoletto... Marullo, udvaronc
- Franz von Suppé: Boccaccio... Boccaccio
- Jacques Offenbach: Szép Heléna... Páris, Trója hercege
- Jacques Offenbach: A gerolsteini nagyhercegnő... Péter, közkatona
- Alexandre Dumas: A három testőr... Aramis
- Friedrich Schiller: Haramiák... Kosinsky
- Bertolt Brecht: Dobok és trombiták... Strici
- William Shakespeare: König Lear... Cornwall
- Kacsóh Pongrác: János vitéz... Kukorica Jancsi
- Jacobi Viktor: Leányvásár... Tom Miggles; Ifj. Rottenberg
- Jacobi Viktor: Sybill... Konstantin Nagyherceg
- Kálmán Imre: A montmartre-i ibolya... Raoul Delacxroix
- Kálmán Imre: Csárdáskirálynő... Edvin herceg
- Kálmán Imre: Cirkuszhercegnő... Miszter X
- Kálmán Imre: Marica grófnő... Tasziló; Török Péter, Endrődy-Wittenburg László gróf:
- Kálmán Imre: Ördöglovas... Sándor Móric, huszárkapitány
- Huszka Jenő: Gül Baba... Gábor diák
- Huszka Jenő: Mária főhadnagy... Jancsó Bálint
- Ábrahám Pál: Bál a Savoyban... Henry de Faublas márki
- Ábrahám Pál: Hawaii rózsája... Lilo Táro herceg
- Lehár Ferenc: Luxemburg grófja... René
- Lehár Ferenc: A víg özvegy... Zéta Mirko; Danilovity Danilo
- Carl Millöcker: A koldusdiák... Szymon Rimanowski, a koldusdiák
- Leo Fall: Pompadour... René
- Oscar Strauss: Varázskeringő... Guszti, Niki bajtársa
- Alekszej Ribnyikov: A 'Remény'(Juno és Avos)... A játékvezető
- Madarász Iván: Robin Hood... Ignácius barát
- John Guare - Mel Shapiro - GuareGalt Macdermot: Veronai fiúk... Valentin
- Dale Wasserman - Mitch Leigh: La Mancha lovagja... Herceg
- Alexander Breffort - Margauerite Monnot: Irma, te édes... Pepi
- Fred Ebb - Bob Fosse - John Kander: Chicago... Mary Sunshine
- Németh László: Bodnárné... Lali
- Herczeg Ferenc: Bizánc... Leonidász, Spárta címzetes ura
- Baróthy Péter - Miklós Tibor - Kemény Gábor - Kocsák Tibor: Kiálts a szeretetért!... Kalkutta érseke
- Miklós Tibor - Várkonyi Mátyás: Sztárcsinálók... Juvenalis
- Gárdonyi Géza: A láthatatlan ember... Öcsöd
- Békés József: Várj egy órát... I. szabaduló
- Barnassin Anna: Pro Urbe (A városért tették)... Jung, fiatal munkás
- Barnassin Anna: Messze még a holnap... Penész, Messiás kereső
- Jules Verne - Csemer Géza: A tizenötéves kapitány... Jim, tengerész
- Szakcsi Lakatos Béla - Csemer Géza: Cigánykerék... Máté, újságos, egyetemista
- Romhányi József - Ránki György: Muzsikus Péter... Kürt
- Dario Fo: A hetedik (A VII. parancsolat: Ne lopj - annyit!)... Negyedik sírásó, Negyedik bolond, Vizsgálóbíró

## Filmes és televíziós szerepei
- Hacktion: Újratöltve (2013)
- Az öt zsaru (1999)
- Kisváros (1996)